# HP-28
Les HP-28C et HP-28S sont des calculatrices graphiques développées par Hewlett-Packard et distribuées de 1987 à 1992.
La HP-28 était la première calculatrice capable de résoudre des équations de manière symbolique. Elle a été remplacée par la gamme HP-48 qui est une extension de la HP-28.
Une des originalités des HP-28 était son design : un double clavier, alphabétique à gauche, classique à droite, qui, en se repliant, protégeait la calculatrice qui, de ce fait, n'avait pas besoin de housse. 
L'affichage était constitué par un écran LCD monochrome de 137 pixels sur 32, permettant l'affichage de quatre lignes de texte (plus le menu des touches de fonction), ce qui permettait en particulier l'affichage des quatre premiers étages de la pile de calcul.
Deux modèles ont été produits, la HP-28C est apparue en 1987 avec 2 ko de mémoire vive (que l'on pouvait étendre en greffant un module mémoire de HP-71 sur la carte mère). Un an plus tard, la HP-28S naissait, avec 32 ko de mémoire et un système de répertoires permettant le classement des programmes et variables.
La HP-28C était basée sur un microprocesseur Saturn, 4 bits, à 640 kHz (qu'il était possible d'accélérer au prix d'une modification du circuit électronique). La HP-28S quant à elle était basée sur un Saturn amélioré à 2 MHz. L'accélération matérielle n'était plus possible, mais une accélération logicielle existait.
Un des gros défauts de la HP-28 était l'absence de connexion avec un micro-ordinateur (bien que visiblement prévu dans le hardware). Les données entrées ne pouvaient donc être sauvegardées et devaient, en théorie, être entrées manuellement. Toutefois, un émetteur infrarouge intégré permettait l'impression des programmes et des données affichées vers une imprimante dédiée.
Sa mémoire importante permettant de stocker des quantités importantes d'information, elle fut une des premières calculatrices utilisées comme antisèche par les étudiants.
Le langage de programmation officiel était le RPL (signifiant ROM-based Procedural Language, mais aussi traduit en Reverse Polish Lisp par de nombreux utilisateurs), mais il était aussi possible d'accéder au langage machine. Le langage RPL a la particularité d'utiliser la notation polonaise inverse (NPI) (en anglais RPN pour Reverse Polish Notation).